# Carrefour (Haití)
Carrefour (en criollo haitiano Kafou) es una comuna de Haití, que está situada en el distrito de Puerto Príncipe, del departamento de Oeste.

## Historia
Antiguo barrio de Puerto Príncipe, pasó a ser comuna el 15 de diciembre de 1982.

## Secciones
Está formado por las secciones de:
- Morne Chandelle
- Platon Dufréné
- Taïfer
- Procy
- Coupeau
- Bouvier
- Lavalle
- Berly
- Bizoton
- Thor
- Rivière Froide
- Malanga
- Corail Thor

## Demografía
| Gráfica de evolución demográfica de Carrefour entre 2009 y 2015 |
|                                                                 |

Los datos demográficos contemplados en este gráfico de la comuna de Carrefour son estimaciones que se han cogido de 2009 a 2015 de la página del Instituto Haitiano de Estadística e Informática (IHSI). 

## Ciudad hermanada
La comuna está hermanada con una ciudad:
- Granby, Canadá